# Василівська сільська рада (Кобеляцький район)
Василівська сільська рада — колишній орган місцевого самоврядування у Кобеляцькому районі Полтавської області з центром у c. Василівка.

## Населені пункти
Сільраді були підпорядковані населені пункти:
- c. Василівка
- с. Бринзи
- с. Гаймарівка
- с. Лесинки
- с. Литвини
- с. Мартинівка
- с. Сінне